# جون لاوریک
جون لاوریک (انگلیسی: June Laverick؛ زادهٔ ۱۱ ژوئن ۱۹۳۱) بازیگر و مدل اهل بریتانیا است.
از فیلم‌هایی که وی در آن‌ها نقش داشته‌است، می‌توان به به دنبال یک ستاره اشاره نمود.